# Hölzerne Artikularkirche von Hronsek

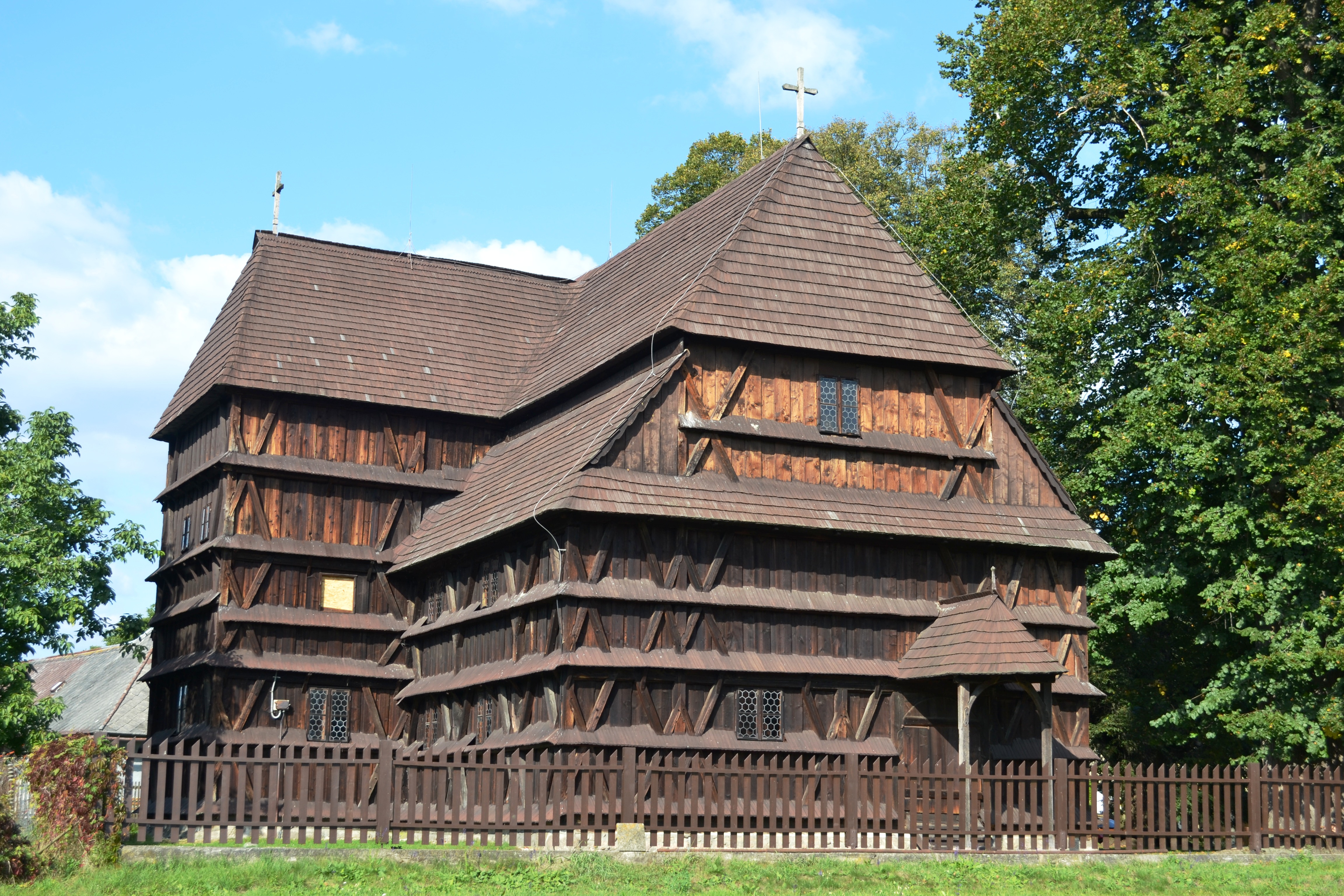
Artikularkirche in Hronsek

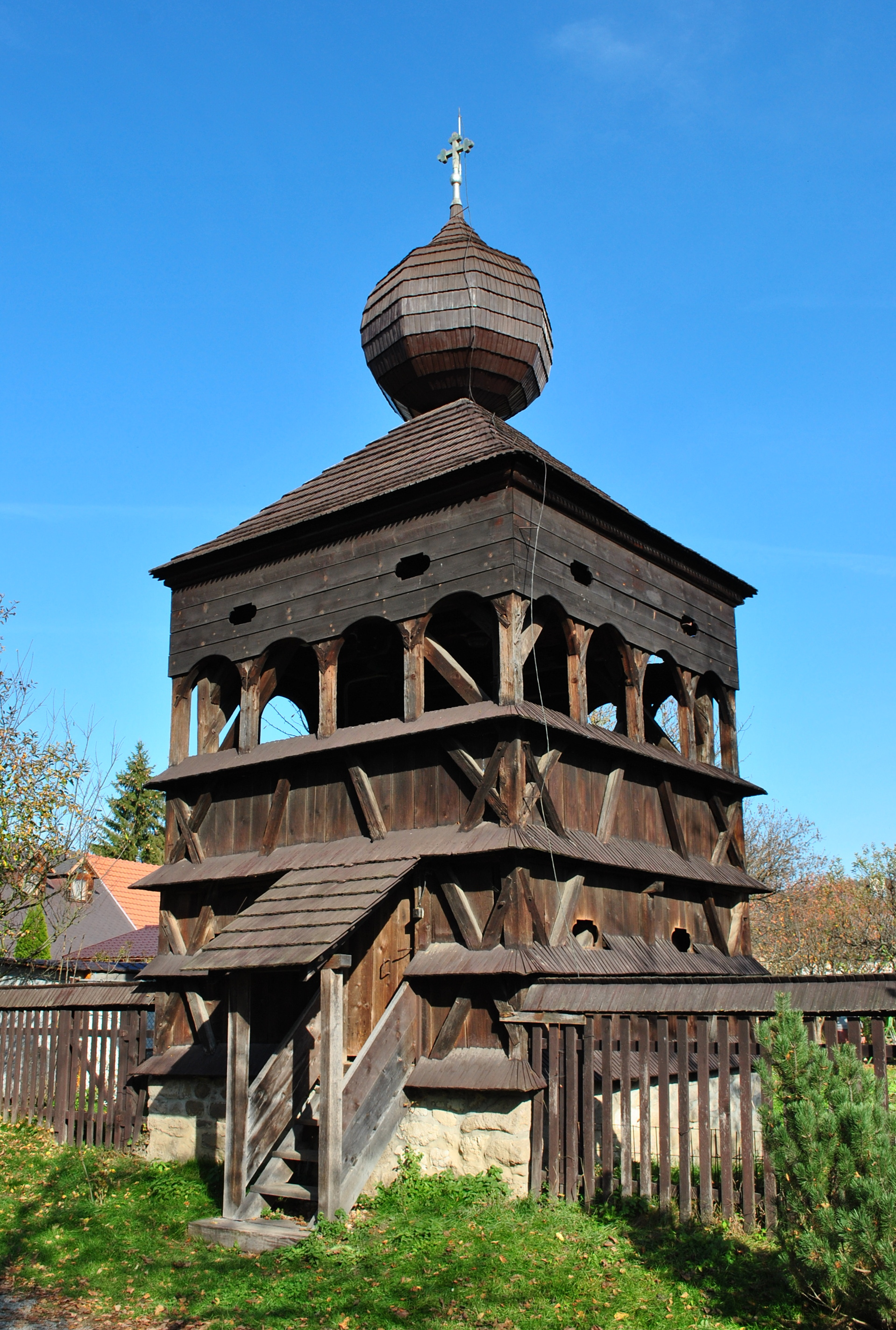
Glockenturm

Die evangelische Artikularkirche (slowakisch Artikulárny kostol) liegt im mittelslowakischen Ort Hronsek und ist eine von fünf verbleibenden hölzernen Artikularkirchen der Slowakei. Sie befindet sich südlich des Ortskerns am linken Ufer des Hron.
Gebaut wurde die Kirche gemäß den Beschlüssen des Ödenburger Landtages von 1681, d. h., an einem festgelegten Standort, dazu höchstens zwei Kirchen pro Komitat sowie eine für jede königliche Freistadt. Im damaligen Komitat Sohl entstanden solche Kirchen in Hronsek und in Ostrá Lúka (existiert nicht mehr). Mit dem Bau wurde am 23. Oktober 1725 begonnen, fertiggestellt wurde die Kirche im Herbst 1726. Ausnahmsweise durfte diese Artikularkirche massive Fundamente haben. Es handelt sich um eine Fachwerkkonstruktion mit dem Grundriss eines Kreuzes und ist 8 m hoch. Das Langschiff ist 26 m, das Querschiff 11 m lang. Auf dem Schindeldach stehen drei Kreuze aus Eichenholz und ein Hahn. Die Kirche hat fünf Eingänge und 30 sechseckige Fenster aus geblasenem Glas.
Im Inneren bietet die Kirche Platz für 1100 Gläubige, die Sitzreihen sind wie in einem Amphitheater angeordnet, sodass der Altar von allen Sitzplätzen gut sichtbar ist. Im Altar befinden sich sechs von Samuel Mialovič im Jahr 1771 gemalte Altarbilder, die entsprechend dem Ablauf des liturgischen Jahres in einem Wechselrahmen gezeigt werden können. Wegen guter Akustik werden in der Kirche Konzerte der klassischen Musik abgehalten.
Der Neusohler Orgelbaumeister Martin Podkonický baute das Orgelpositiv, das nach dem überlieferten Chronogramm CeLebrate IehoVaM CantV aD tiblas organI (= MDCCLVVIII) im Jahr 1763 in Auftrag mit einer Vergütung von 220 Gulden gegeben und 1764 fertiggestellt wurde. Unüblich ist die Lage der Orgelempore hinter dem Altar. Das Positiv mit sechs Registern und einem Manual ersetzte ein älteres, kleineres Positiv des Kremnitzer Meisters Martin Zorkovský, das aus unbekannten Gründen an die Gemeinde Ladzany verkauft wurde. Die Pfeifen, inklusive jener im Prospekt, sowie die meisten übrigen Teile sind noch Originale, nur die Klaviatur und Federn der Tonventile wurden 1958 ausgetauscht.
Im Areal steht abseits der Kirche ein hölzerner Glockenturm, der 1726 errichtet wurde. Zur Zeit des Baus war ein Glockenturm für ein neues evangelisches Bethaus eine Ausnahme.
Seit 2008 ist die Kirche Teil des UNESCO-Welterbes: „Holzkirchen im slowakischen Teil der Karpaten“.